# Jean-Claude Leny
Jean-Claude Leny, né le 4 décembre 1928 dans le Loir-et-Cher et mort le 17 octobre 2016, est un dirigeant d'entreprise français. Il est connu pour avoir été président-directeur général de Framatome et a ainsi grandement contribué à l'essor du nucléaire en France.

## Formation
Jean-Claude Leny est un ancien élève de l'École polytechnique qu'il intègre en 1949. Il rejoint ensuite le Corps des Télécommunications.

## Carrière professionnelle
Il commence sa carrière aux PTT mais est rapidement appelé au Commissariat à l'Energie Atomique, plus précisément au service de Physique Mathématiques, sous la direction de Jules Horowitz. Au début des années 1960, il rejoint Euratom .
En 1969, il rentre en tant que directeur technique chez Framatome qui compte alors 85 salariés. Il en prend la direction en 1970. Il transforme alors la petite société qu'est Framatome au rang de numéro un mondial des centrales nucléaires. A la fin de sa carrière, il s'oppose fermement à la fusion de son entreprise avec GEC-Alsthom, l'Etat prendra finalement le choix contraire. Il quitte Framatome le 4 décembre 1994, jour de son soixante-huitième anniversaire.
Il est également président de la Société française d'énergie nucléaire de 1975 à 1977 .
Il a ainsi été un des principaux acteurs de l'implantation du nucléaire en France, défendant l'indépendance de Framatome.

## Vie privée
Après avoir pris sa retraite, il continue à s'impliquer pour le nucléaire, notamment en rédigeant des articles dans des revues comme Commentaire ou le club des vigilants .
Il est également  invité comme grand témoin à la présentation du dictionnaire historique des patrons français .